# Півкарбованець
Півкарбованець (рос. полти́ник) — російська монетна, вагова та грошово-лічильна одиниця. Відома як позначення половини карбованця — суми, щодо якої на території України часів Російської імперії вживалося слово «копа» («коповик»).
1) У 13—16 ст. термін «полтина» вживався для позначення вартості половини монетно-вагової гривни — рубля. Полтина була реальною платіжною одиницею, про що свідчать дані літописів. У 15 — на початку 16 ст. полтина використовувалась як допоміжне лічильне поняття для позначення суми у 100 денг;
2) як мідна монета вагою 16—20 г полтина випускалася за часів московського царя Олексія Михайловича (1645—1676). На монеті вміщувалися зображення царя у вигляді вершника, російського державного герба — двоголового орла — та напис: «полтинникъ». Після 1662 мідну полтину було вилучено з обігу. Московський цар Петро I (1672—1725) відновив карбування полтини з 1699, але вже зі срібла. Її карбували впродовж 18—19 ст. зі срібла різної маси та проби. Наприкінці 19 ст. назва «полтина» щезає, а номінал позначається в копійках — «50 копѣекъ». Назва «полтина» знову з'явилася 1924—27 на срібних монетах СРСР вартістю 50 копійок. У 1961—1991 роках випускалися монети номіналом 50 копійок з мідно-нікелевого сплаву, які також у побуті звали «полтиниками».

## Сучасність
У сучасній Росії, у зв'язку з виходом копійки з практичного обігу, словом «полтинник» у побуті називають купюру вартістю в 50 рублів.